# Francisco José Camarasa
Francisco José Camarasa Castellar (Rafelbunyol, 1967. szeptember 27. –) spanyol válogatott labdarúgó.

## Pályafutása

### Klubcsapatban
Pályafutását egyetlen csapatban a Valenciaban töltötte. 1985 és 1988 között a Valencia B csapatának tagja volt. Az első csapatban az 1987–88-as szezonban mutatkozott be. Tizenhárom idényen keresztül volt a Valencia játékosa és több, mint 300 találkozón lépett pályára.

### A válogatottban
1993 és 1995 között 14 alkalommal szerepelt a spanyol válogatottban. Részt vett az 1994-es világbajnokságon.

## Sikerei, díjai
Valencia
- Spanyol kupa (1): 1998–99
- Intertotó-kupa (1): 1998

## Külső hivatkozások
- Francisco José Camarasa – a FIFA adatbázisában
- Francisco José Camarasa adatlapja a National-Football-Teams.com oldalon (angolul)

- Francisco José Camarasa (angol nyelven). eu-football.info
- Francisco José Camarasa (angol nyelven). BDFutbol.com